# Gulpen-Wittem
Gulpen-Wittem (en limburgués: Gulpe-Wittem) es un municipio de la Provincia de Limburgo al sureste de los Países Bajos, creado el 1 de enero de 1999 por la fusión de dos antiguos municipios: Gulpen y Wittem.

## Galerìa

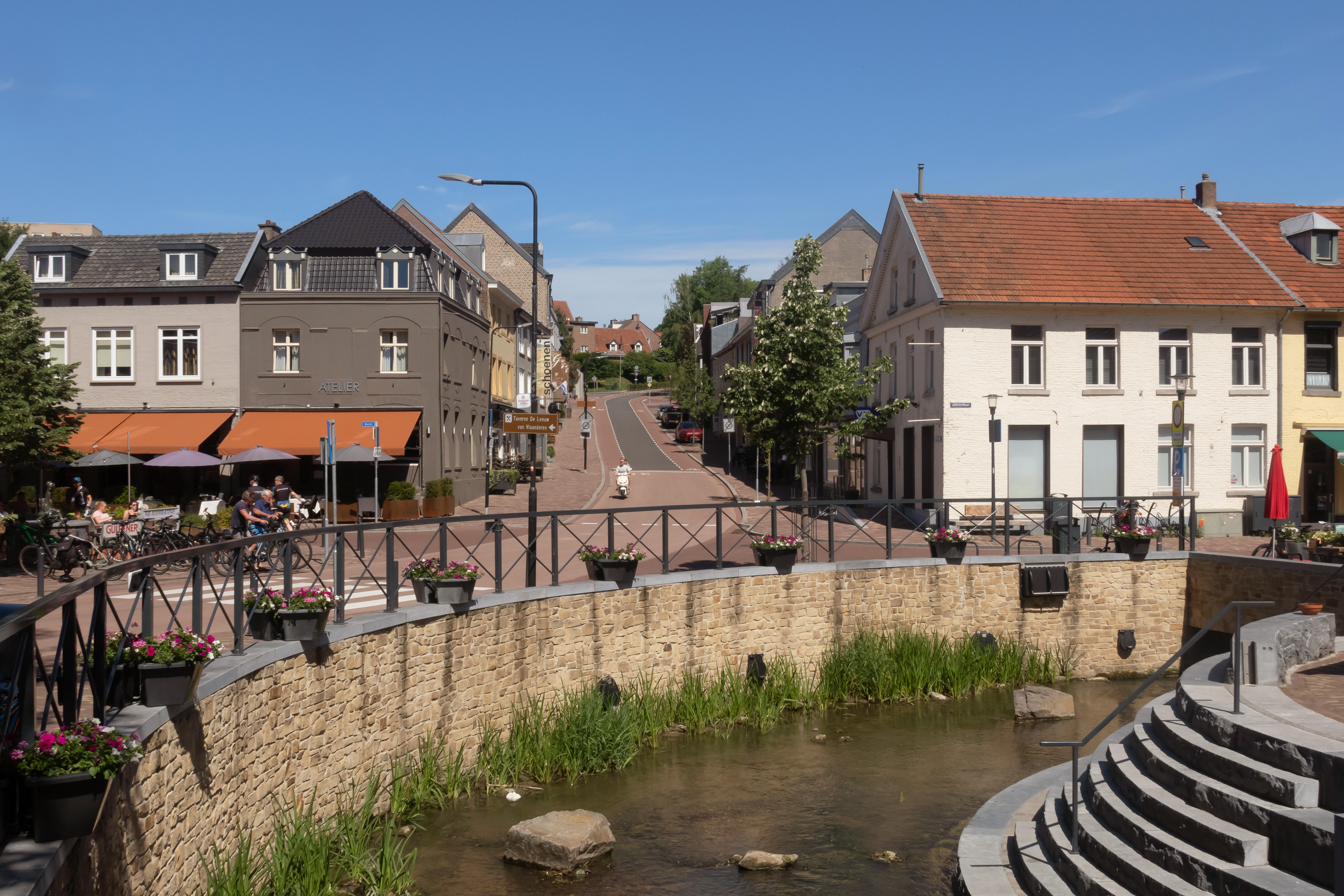
Gulpen, el rio: el Gulp
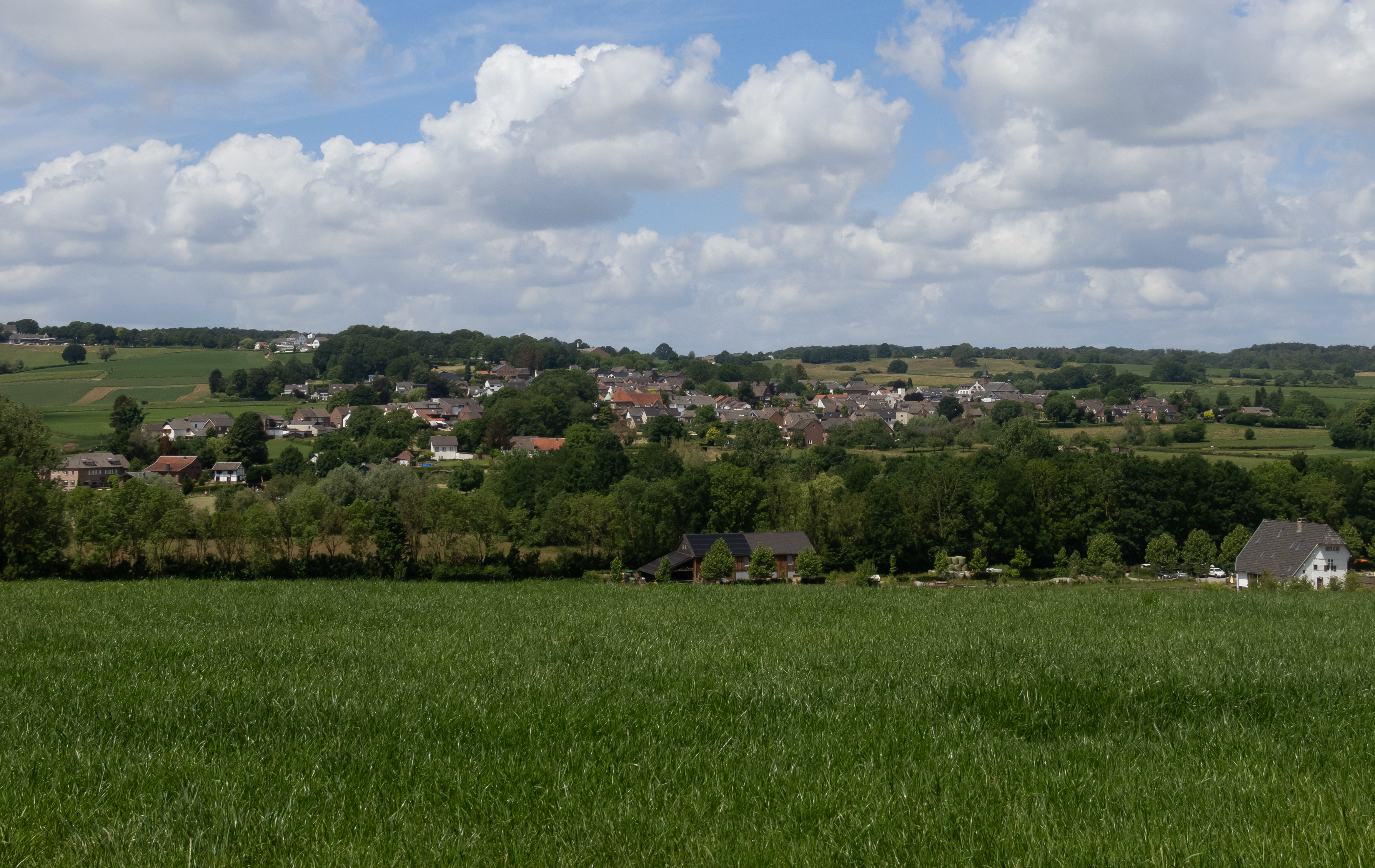
Epen, el panorama del pueblo desde Camerig
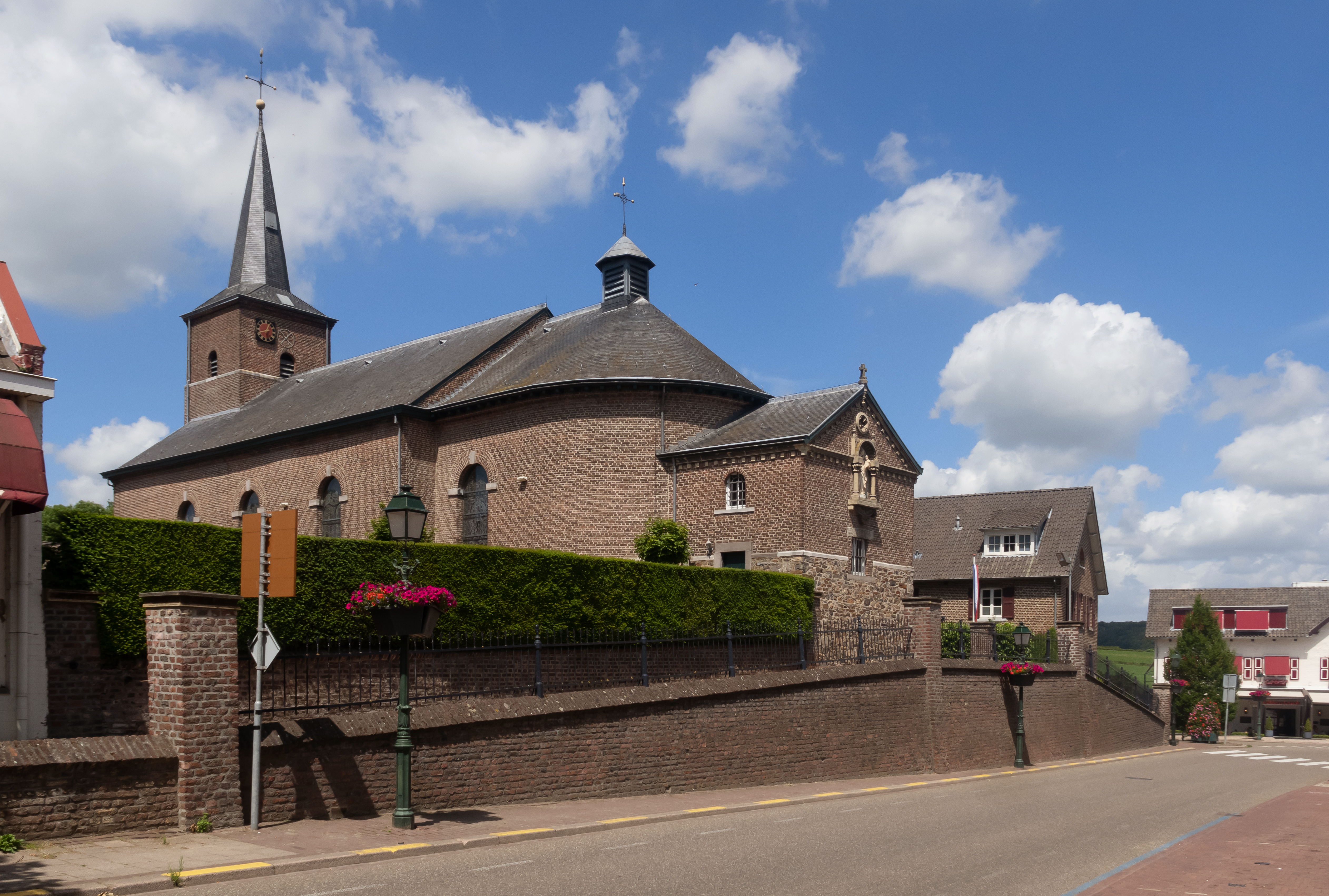
Epen, la iglesia: la Sint-Paulus Bekering
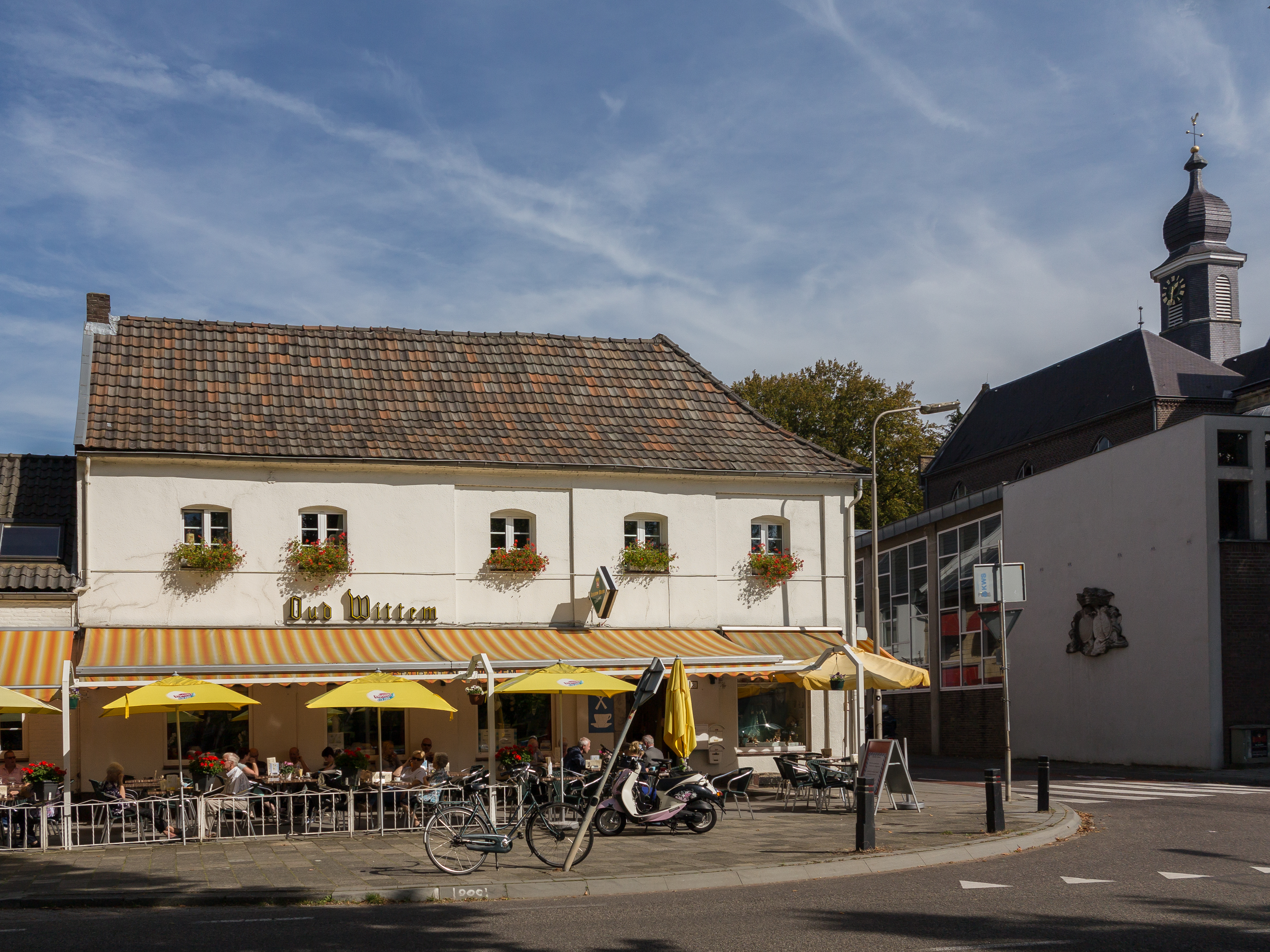
Wittem, el bar restaurante Oud Wittem
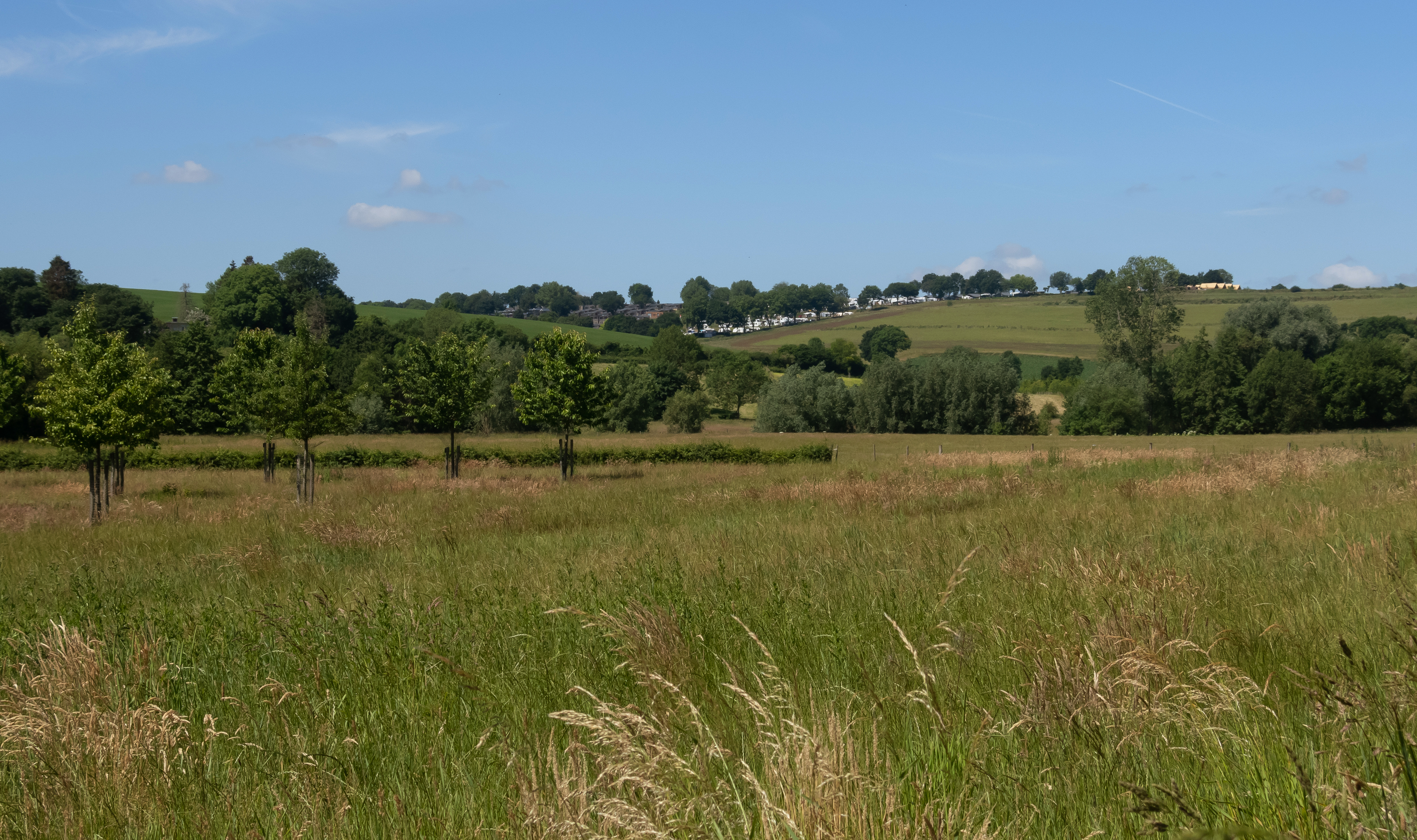
Partij, el panorama de la colina
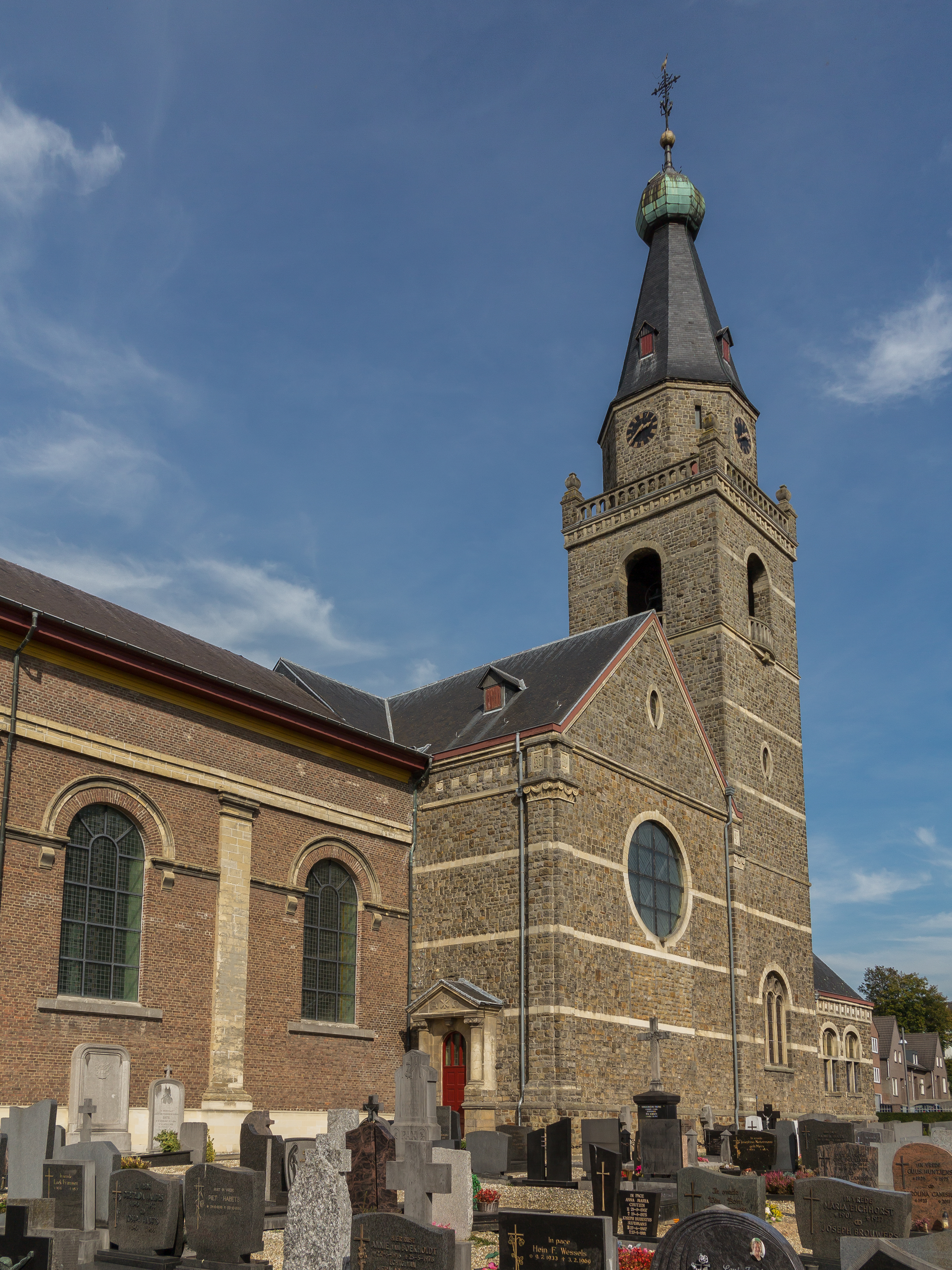
Wijlre, la iglesia: de Sint Gertrudiskerk
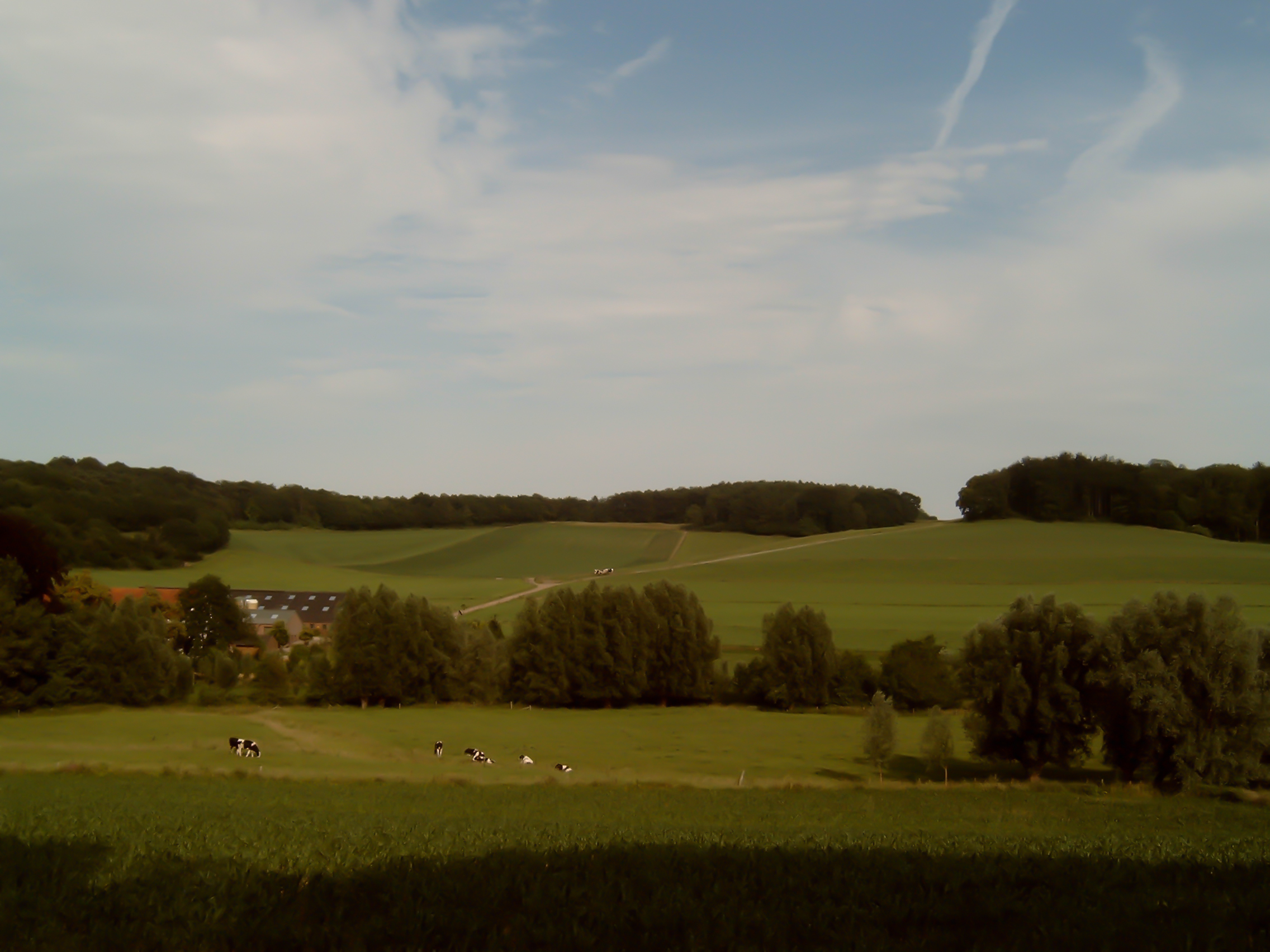
entre Slenaken y Gulpen, el panorama
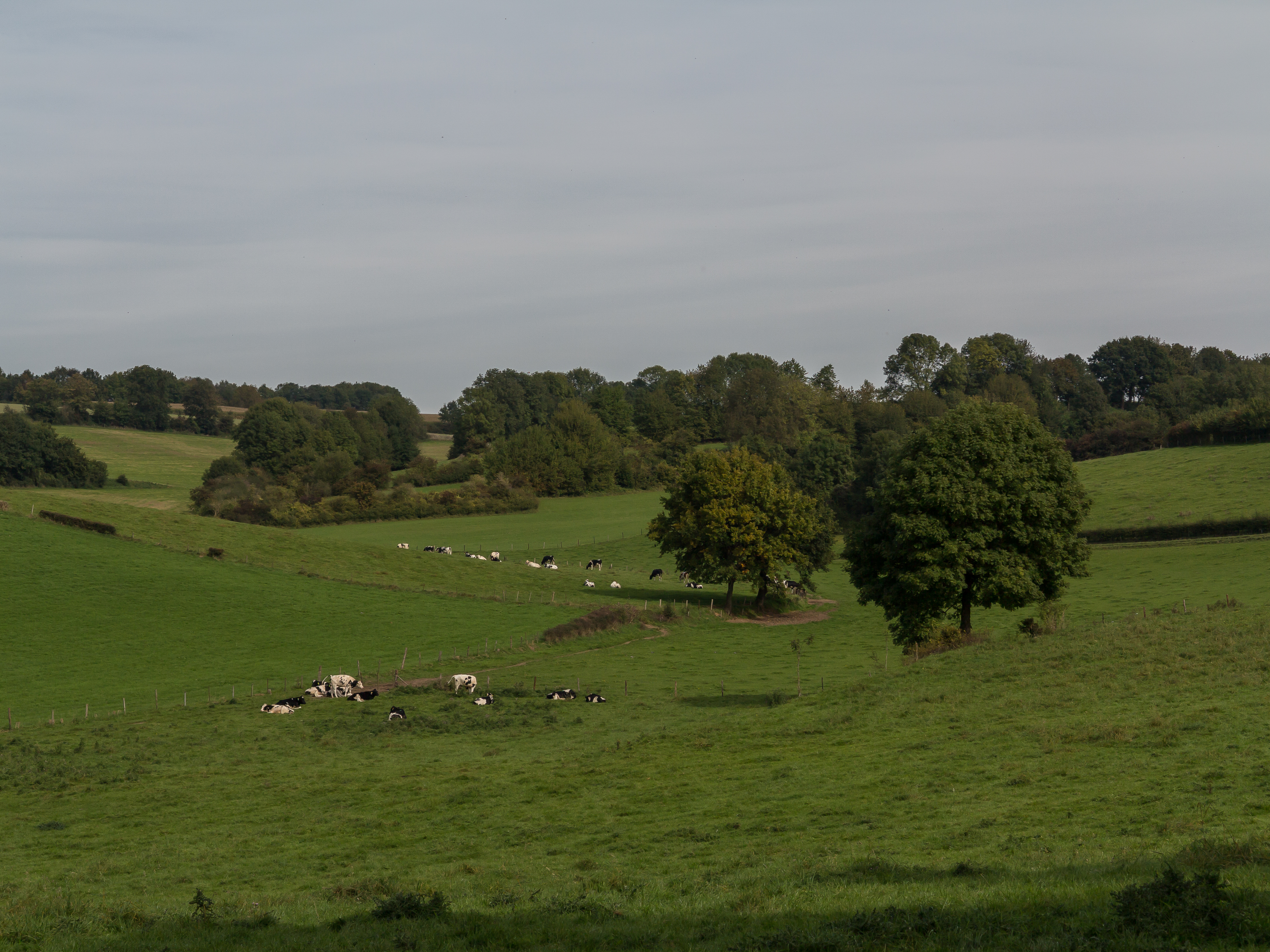
cerca de Trintelen, el panorama